# 山井大介
山井 大介（やまい だいすけ、1978年5月10日 - ）は、大阪府豊中市出身の元プロ野球選手（投手）、コーチ。右投右打。

## 経歴

### プロ入り前
少年時代はボーイズリーグの「箕面スカイラーク」に所属。
神戸弘陵高校時代には後にプロでチームメイトとなる玉野宏昌と同級生だった。2年秋、3年春と県大会ベスト4。同じく1学年下に元西武ライオンズの佐藤友紀がいる。
その後奈良産業大学では2年春に最優秀選手となり、大学選手権で先発も初戦敗退。3年時の同大会は2回戦で完投し（7回コールド）ベスト8。4年春は最優秀投手、ベストナイン3回。社会人野球の河合楽器に入社。2001年の第72回都市対抗野球大会の準決勝で勝利を挙げるなど、同社の初優勝に貢献する。しかし、同年限りで野球部が休部したため、社会人1年目だが、特例措置でドラフト対象となり、2001年のドラフトで中日ドラゴンズから6巡目指名を受け入団。背番号は生涯29を着用した。なお、同僚の久本祐一も4巡目指名でドラゴンズに入団している。

### 中日時代

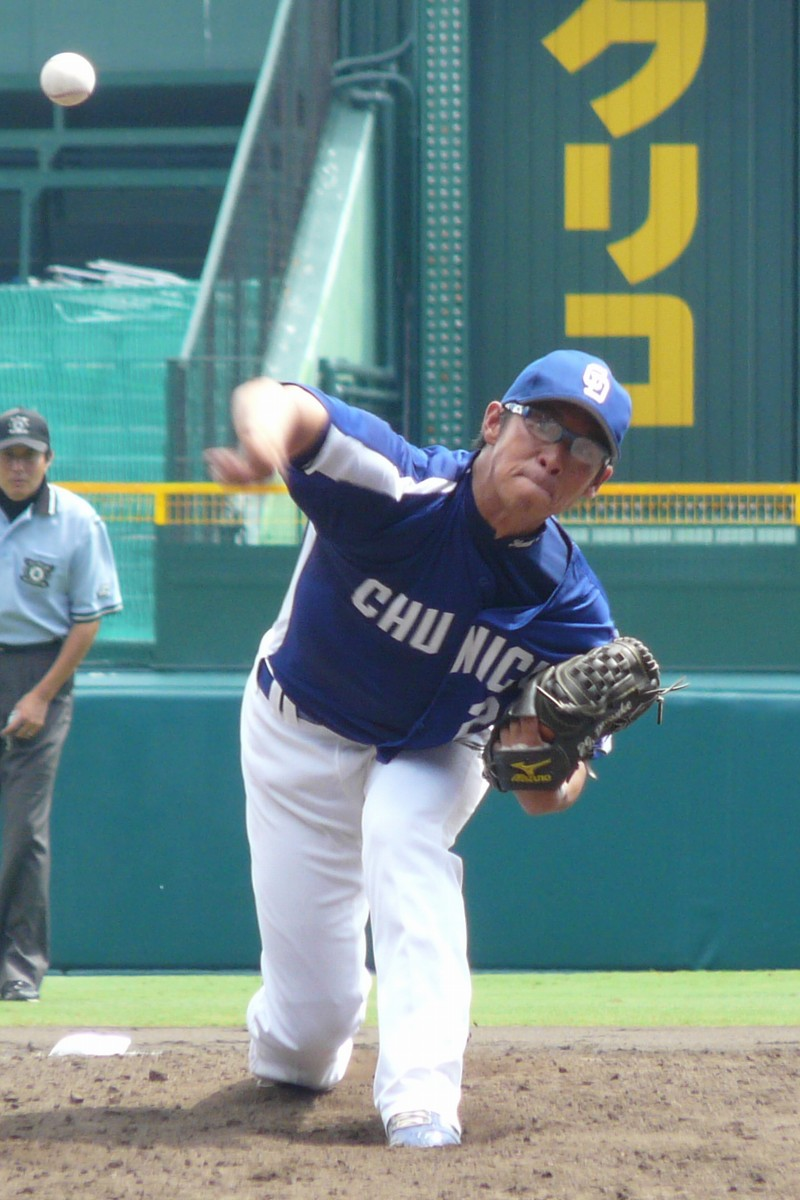
2009年7月19日 阪神甲子園球場

2002年（1年目）にオーバースローとサイドスローを併用する変則投法で、5月8日の読売ジャイアンツ戦で5回無失点に抑えプロ初勝利。新人ながらシーズン31試合に登板、6勝（3敗）を挙げた。
2003年はサイドスロー固定を図ったが、逆にフォームを崩してしまい、シーズン4試合の登板に終わる。しかし、ウエスタン・リーグで最多勝を獲得。
2004年シーズン後半、オーバースローに固定して一軍に復帰、9月12日の対広島東洋カープ戦で初完封勝利を記録。最終的に2勝を記録した。終盤の好投が光ったことで西武ライオンズとの日本シリーズ第4戦では先発投手を任された。6回無失点に抑え、日本シリーズ初登板初先発初勝利を記録した。しかし、第7戦では先発のドミンゴ・グスマンがKOされた後、中継ぎとして2番手で3回途中から登板したが、アレックス・カブレラに5点のリードに広げられる2点本塁打を打たれ、1/3を投げて1失点で降板した（2点本塁打の内、もうひとつの失点はドミンゴが出した走者のため、ドミンゴの失点となる）。結果的にチームは敗れ日本一を逃した。
2005年は一軍と二軍を行き来。
2006年は右肩の痛みから初めて一軍登板なしに終わった。オフに幼馴染との結婚を発表。
2007年は山本昌の不調から先発ローテーションの一角を任されるが、援護が少なく長らく勝ち星から見放されていた。また、序盤から突然崩れることも目立ち、波に乗れなかった。8月21日の対巨人戦に登板し、またも初回からピンチを招くが、1失点で切り抜けるとその後は無得点に抑え、2年ぶりとなるシーズン初勝利を挙げた。その後は調子も安定し、稀にみる巨人及び阪神との三つ巴の優勝争いの中、9月には登板5試合で4勝1敗、防御率3.00の好成績を挙げ、自身初のセ・リーグ月間MVPを受賞した。クライマックスシリーズでは第2ステージ第1戦での先発予定も右肩痛再発のため回避。北海道日本ハムファイターズとの日本シリーズでは第5戦（ナゴヤドーム）に先発登板し、8回まで1人も走者を出さない完全試合としたが、9回に降板して、抑えの岩瀬仁紀が三者凡退で抑えたことで、レギュラーシーズン中も含めてNPB史上初の継投による完全試合を達成。しかし、山井から岩瀬への継投を行った監督の落合博満の采配については、スポーツマスコミ、野球評論家などを中心に賛否両論が巻き起った（2007年日本シリーズ完全試合リレー）。
2008年は3月2日の日本ハムとのオープン戦に右足内転筋痛を訴えて出遅れ、4月9日に選手登録された。4月17日の対読売ジャイアンツ戦に先発し、7回を1失点に抑えるも敗戦投手に。しかし、2試合に登板したのみで、右肘痛のため出場選手登録を抹消された。その後、クライマックスシリーズで再び一軍登録されるも、不甲斐ないシーズンとなってしまった。
2009年はエースの川上憲伸が抜けたことにより、先発ローテの一角を担うことが期待された。しかし、開幕一軍はならなかった。4月15日に同年初の一軍昇格。4月19日の対巨人戦に登板するも2回4失点で降板した。5月8日の対巨人戦も1回3失点と振るわず、試合後二軍に降格した。その後は一軍復帰し、岩瀬仁紀の故障時に自身4年ぶりとなるセーブを記録するなど中継ぎでの登板が多くなった。オフにドミニカ・ウインターリーグのエストレージャス・オリエンタレスへ浅尾拓也、谷哲也、長峰昌司と共に派遣。ここでは2/3回で3失点を喫した1試合のみの登板に終わる。
2010年は4月6日の対横浜ベイスターズ戦で3年ぶりの勝利投手となる。7月16日の広島戦では6年ぶりの完封を飾り、この試合以降でプロ野球新記録となる「チーム5試合連続完封」を記録することとなった。また8月18日の対巨人戦（ナゴヤドーム）で、巨人打線を8回終了時まで無安打に抑えていたが、9回の先頭打者坂本勇人に初被安打・初失点となる本塁打を打たれ、直後に岩瀬に交代した（試合は3対1で中日が勝利）。その後のヒーローインタビューでは2007年日本シリーズ完全試合リレーを受け、「やっぱり8回までしか持ちませんでした」と自虐的にコメントした。肩、肘に疲れのたまりにくいフォームに改造し、かつての決め球である落差のあるスライダーとも決別、直球、フォークに新スライダーとカーブを組み合わせるスタイルにモデルチェンジしたことが要因とされる（週刊ベースボール中日ドラゴンズ優勝記念号より）。巨人戦に相性がよく4試合に登板し3勝0敗防御率2.73だった。
2011年は吉見一起やチェンの故障により、シーズン前は開幕投手候補と言われたが、右肘の違和感で開幕一軍を逃し、その後は左足首の骨折もありシーズン終盤まで一軍に定着できなかった。8月に一軍昇格して以降は先発で3勝を挙げた。福岡ソフトバンクホークスとの日本シリーズでは第4戦では1点ビハインドの場面でリリーフ登板し、2回を無安打無四球に抑えた。両チーム3勝3敗で迎えた第7戦で先発したが、3回途中1失点で敗戦投手となっている。
2012年は監督の高木守道と投手コーチの権藤博の思案もあって、中継ぎから始まった。4月17日の巨人戦から4試合連続で先発（シーズン合計は5試合に先発）した他、5月8日の対広島戦ではロングリリーフも務めた。中盤からは浅尾拓也が肩痛、岩瀬が成績不振で登録を抹消されて8月2日からセットアッパーと抑えを務めた。1年で先発、中継ぎ、ロングリリーフ、抑えと1人4役をこなし、初めてシーズンを通して一軍に帯同。自己最高の56試合登板、防御率1.43、15セーブ、13ホールドを記録した。クライマックスシリーズでも浅尾、田島慎二と共にセットアッパー及び抑え投手として貢献した。前年まで中日の投手コーチだった森繁和からは「環境が変わったのが大きいのではないか」「本当に嬉しいし、誇りに思う」と賞賛された。オフの12月4日に、第3回WBC日本代表候補選手34人が発表され候補入りした。
2013年はボールに対応できず、第3回WBC最終メンバーには選出されなかった。開幕当初は中継ぎだったものの、4月19日の対DeNA戦でサヨナラ本塁打を打たれるなどあり、4月下旬には二軍降格、5月下旬に先発として一軍に復帰。6月28日、対横浜DeNAベイスターズ戦（横浜スタジアム）で、NPB史上77人目（88度目）のノーヒットノーランを達成。3奪三振、4与四球でスコアは9対0だった。試合後のインタビューで2007年の日本シリーズ最終戦のことを問われて「全く意識していなかった、あの山井とは別人ですから」と語った。しかし、この投球で流れが変わることはなく、最終的には16試合に先発したが5勝6敗で防御率は4.15と平凡な成績に終わり、契約更改でも減俸となった。
2014年は8月に初めて国内FA権を取得。9月6日の対阪神戦（ナゴヤドーム）で7イニングを6安打2失点で、自身初の10勝目を挙げるなど13勝を挙げ、阪神のランディ・メッセンジャーと共に最多勝、また単独で最高勝率のタイトルを獲得した。なお、36歳で初めて10勝を記録したのはNPB史上最年長記録となった。また、規定投球回をクリアしたのもこの年が初だった。生涯成績の中で、2桁勝利を記録したのもこの年のみで、なおかつ唯一の2桁勝利が最多勝のタイトル獲得となる珍しい記録となった。球団でこの記録を持っているのは、現役選手以外では2020年シーズン終了時点で山井と1988年の小野和幸の2人だけである。
オフに国内FA権を行使せず中日に残留を決断。契約更改交渉にて、年俸は倍増の1億2000万円に上がり、合わせて36歳と高齢ながらも年俸固定制の3年契約を結んだ。
2015年は開幕投手に指名され、開幕戦の3月27日の対阪神戦（京セラドーム大阪）では7回を投げ3安打1失点と好投したが、チームは同点に追いつかれたのちに延長サヨナラ負けを喫した。8月25日の対DeNA戦（横浜スタジアム）で中継ぎで登板し、NPB史上341人目の1000投球回数を達成した。この年は好不調の波が激しくまた好投しても勝ち星に恵まれない試合も多く先発ローテーションから外れてリリーフに回ったこともあり、規定投球回数には僅か2イニング足りなかった。成績もリーグ敗戦数2位タイの12敗を記録した。
2016年も打ち込まれることが多く、先発では1度も勝てず5月18日の対阪神戦（阪神甲子園球場）での敗戦で、前年から続けて先発登板11連敗を記録してしまった。6月からはリリーフに回り、33試合で1勝8敗、防御率4.52という成績に終わった。
2017年はシーズン開始から二軍で調整を続ける。シーズン終盤の8月31日に初めて一軍に登録されたが、その時点での二軍成績は13試合登板、0勝5敗、防御率7.43と絶不調だった（なお、このあとも二軍での登板はなかったため、これが最終記録となる）。しかしながら同日の対DeNA戦（ナゴヤドーム）では先発で6回0/3を投げ3安打1失点と好投を見せ、802日ぶりの先発勝利を挙げた。また、この試合で今永昇太からプロ初本塁打を記録した。なお、同日のヒーローインタビューにおける山井の発言によると、中学生以来の本塁打だったという。9月12日の対ヤクルト戦（明治神宮野球場）でも先発で6回を投げ5安打1失点と好投して2勝目を挙げた。この2試合の登板のみで2勝0敗・防御率1.50でシーズンを終えた。3年契約の最終年を終え、4800万円減となる推定年俸7200万円で契約を更改した。
2018年は5月22日に一軍昇格。同日の対DeNA戦に二軍戦から中4日で先発し、プロ野球史上9人目の40代での完封勝利を達成した。翌日のプロ野球公示で出場選手登録を抹消されたが、2試合目の先発となった6月3日の日本ハム戦で6回無失点で2勝目を挙げた。
2019年は13試合に登板し、3勝5敗、防御率4.85を記録。オフに1550万円減となる推定年俸4650万円で契約を更改した。
2020年はすべてリリーフで6試合に登板し、防御率9.00を記録。オフに1860万円減となる推定年俸2790万円で契約を更改した。
2021年は一軍登板はなく、9月30日に現役引退を表明した。10月13日のヤクルト戦（バンテリンドーム）で同じく引退する藤井淳志と共に引退試合が行われた。自身は9番・投手で先発登板し、1回表に塩見泰隆から代名詞のスライダーで空振り三振を奪って降板。試合後の引退セレモニーでは関係者やファンに感謝を伝え、「プロ野球生活の歴史に爪痕を少し残せたのかな。記録よりも記憶に残る選手と言ってもらえたことを誇りに思います」 「野球が好きです。大好きです。ドラゴンズが大好きです」と述べた。最後は胴上げされ、スタンドの拍手に包まれながら現役生活に幕を下ろした。

### 現役引退後
2022年より中日の二軍投手コーチに就任。背番号は83。2024年からは7月25日まで同チームの一軍投手コーチを務め、翌26日より二軍投手コーチへ配置転換された。2025年からは再び一軍投手コーチに戻る。

## 選手としての特徴
2010年の平均球速は143km/h。スライダー、シュートなど投げるボールは全て高水準にある。20代までは縦に曲がるカーブに近いスライダーを絶対的なウイニングショットとして使用していた。しかし、捻って押す投げ方が肘に大きく負担がかかるため、30代になると封印。その後は横に滑らすスライダーに変更している。なお、自身の引退試合では最後の一球に封印していた縦に曲がるスライダーを解禁し、三振を奪った。

## 人物
父は地元・大阪府豊中市の「大阪ドラゴンズ少年野球団」の団長・総監督を務めている。
屋内外問わず度の入ったサングラスをかけて試合に出場するのが特徴で、多くのサングラスを所持している。漫画『ドカベン スーパースターズ編』で山井が登場したときは、サングラス（作中ではゴーグル）で光を反射して打者の目をくらませるという戦法を使う投手として描かれた。
漫才師・オール巨人の息子のプロゴルファー・南出仁寛は義弟（山井の妹と結婚した）である。

## 詳細情報

### 年度別投手成績
| 年 度      | 球 団      | 登 板 | 先 発 | 完 投 | 完 封 | 無 四 球 | 勝 利 | 敗 戦 | セ 丨 ブ | ホ 丨 ル ド | 勝 率 | 打 者 | 投 球 回 | 被 安 打 | 被 本 塁 打 | 与 四 球 | 敬 遠 | 与 死 球 | 奪 三 振 | 暴 投 | ボ 丨 ク | 失 点 | 自 責 点 | 防 御 率 | W H I P |
| ---------- | ---------- | ----- | ----- | ----- | ----- | -------- | ----- | ----- | -------- | ----------- | ----- | ----- | -------- | -------- | ----------- | -------- | ----- | -------- | -------- | ----- | -------- | ----- | -------- | -------- | ------- |
| 2002       | 中日       | 31    | 15    | 0     | 0     | 0        | 6     | 3     | 0        | --          | .667  | 372   | 84.2     | 92       | 7           | 34       | 1     | 7        | 68       | 8     | 0        | 40    | 37       | 3.93     | 1.49    |
| 2003       | 中日       | 4     | 0     | 0     | 0     | 0        | 0     | 0     | 0        | --          | ----  | 27    | 5.2      | 11       | 0           | 1        | 0     | 0        | 3        | 0     | 0        | 5     | 3        | 4.76     | 2.12    |
| 2004       | 中日       | 8     | 4     | 1     | 1     | 0        | 2     | 1     | 0        | --          | .667  | 117   | 27.0     | 29       | 4           | 16       | 0     | 0        | 31       | 1     | 0        | 10    | 10       | 3.33     | 1.67    |
| 2005       | 中日       | 27    | 15    | 0     | 0     | 0        | 3     | 5     | 1        | 2           | .375  | 440   | 106.2    | 102      | 14          | 31       | 0     | 5        | 90       | 3     | 1        | 53    | 49       | 4.13     | 1.25    |
| 2007       | 中日       | 14    | 13    | 1     | 0     | 0        | 6     | 4     | 0        | 0           | .600  | 353   | 83.0     | 75       | 6           | 32       | 3     | 1        | 56       | 1     | 0        | 36    | 31       | 3.36     | 1.29    |
| 2008       | 中日       | 2     | 1     | 0     | 0     | 0        | 0     | 1     | 0        | 0           | .000  | 30    | 9.0      | 5        | 1           | 0        | 0     | 0        | 10       | 0     | 0        | 1     | 1        | 1.00     | 0.56    |
| 2009       | 中日       | 17    | 6     | 0     | 0     | 0        | 0     | 4     | 2        | 2           | .000  | 170   | 36.2     | 42       | 6           | 20       | 0     | 2        | 29       | 6     | 0        | 29    | 26       | 6.38     | 1.69    |
| 2010       | 中日       | 19    | 18    | 1     | 1     | 0        | 7     | 4     | 0        | 1           | .636  | 464   | 110.1    | 105      | 10          | 39       | 2     | 5        | 84       | 5     | 0        | 49    | 46       | 3.75     | 1.31    |
| 2011       | 中日       | 10    | 8     | 0     | 0     | 0        | 3     | 3     | 0        | 1           | .500  | 203   | 45.2     | 51       | 3           | 18       | 1     | 1        | 35       | 1     | 0        | 24    | 22       | 4.34     | 1.51    |
| 2012       | 中日       | 56    | 5     | 0     | 0     | 0        | 4     | 3     | 15       | 13          | .571  | 385   | 101.0    | 71       | 3           | 23       | 1     | 2        | 80       | 3     | 0        | 20    | 16       | 1.43     | 0.93    |
| 2013       | 中日       | 23    | 16    | 1     | 1     | 0        | 5     | 6     | 0        | 1           | .455  | 434   | 97.2     | 105      | 11          | 44       | 4     | 4        | 63       | 0     | 0        | 48    | 45       | 4.15     | 1.53    |
| 2014       | 中日       | 27    | 27    | 1     | 1     | 0        | 13    | 5     | 0        | 0           | .722  | 716   | 173.2    | 156      | 13          | 66       | 1     | 4        | 103      | 1     | 0        | 64    | 62       | 3.21     | 1.27    |
| 2015       | 中日       | 33    | 22    | 0     | 0     | 0        | 4     | 12    | 2        | 5           | .250  | 589   | 140.0    | 132      | 13          | 50       | 2     | 2        | 79       | 7     | 0        | 69    | 61       | 3.92     | 1.30    |
| 2016       | 中日       | 33    | 6     | 0     | 0     | 0        | 1     | 8     | 0        | 7           | .111  | 276   | 63.2     | 60       | 9           | 23       | 1     | 4        | 45       | 5     | 0        | 33    | 32       | 4.52     | 1.30    |
| 2017       | 中日       | 2     | 2     | 0     | 0     | 0        | 2     | 0     | 0        | 0           | 1.00  | 44    | 12.0     | 8        | 1           | 1        | 0     | 1        | 5        | 0     | 0        | 2     | 2        | 1.50     | 0.75    |
| 2018       | 中日       | 10    | 10    | 1     | 1     | 0        | 3     | 6     | 0        | 0           | .333  | 259   | 62.1     | 55       | 12          | 21       | 0     | 1        | 43       | 2     | 0        | 28    | 28       | 4.04     | 1.22    |
| 2019       | 中日       | 13    | 13    | 0     | 0     | 0        | 3     | 5     | 0        | 0           | .375  | 279   | 65.0     | 66       | 13          | 24       | 0     | 3        | 37       | 2     | 0        | 35    | 35       | 4.85     | 1.38    |
| 2020       | 中日       | 6     | 0     | 0     | 0     | 0        | 0     | 0     | 0        | 0           | ----  | 42    | 8.0      | 12       | 1           | 5        | 0     | 1        | 5        | 1     | 0        | 8     | 8        | 9.00     | 2.13    |
| 2021       | 中日       | 1     | 1     | 0     | 0     | 0        | 0     | 0     | 0        | 0           | ----  | 1     | 0.1      | 0        | 0           | 0        | 0     | 0        | 1        | 0     | 0        | 0     | 0        | 0.00     | 0.00    |
| 通算：19年 | 通算：19年 | 336   | 182   | 6     | 5     | 0        | 62    | 70    | 20       | 32          | .470  | 5201  | 1232.1   | 1177     | 127         | 448      | 16    | 43       | 867      | 46    | 1        | 554   | 514      | 3.75     | 1.32    |

- 各年度の太字はリーグ最高

### タイトル
- 最多勝利：1回（2014年）
- 最高勝率：1回（2014年）

### 表彰
- 月間MVP：1回（2007年9月）
- 日本シリーズ優秀選手賞：1回（2007年）

### 記録
初記録
投手記録
- 初登板：2002年4月27日、対広島東洋カープ5回戦（ナゴヤドーム）、4回表に2番手で救援登板、1回無失点
- 初奪三振：同上、4回表に西山秀二から
- 初先発・初勝利・初先発勝利：2002年5月8日、対読売ジャイアンツ8回戦（ナゴヤドーム）、5回1/3を無失点
- 初完投勝利・初完封勝利：2004年9月12日、対広島東洋カープ26回戦（ナゴヤドーム）

打撃記録
- 初本塁打：2017年8月31日、対横浜DeNAベイスターズ20回戦（ナゴヤドーム）、5回裏に今永昇太から左越ソロ ※39歳での初本塁打は工藤公康に次ぐ歴代2位の年長記録[49]

節目の記録
- 1000投球回：2015年8月25日、対横浜DeNAベイスターズ17回戦（横浜スタジアム）、6回裏三死目に下園辰哉を三振で達成 ※史上341人目

その他の記録
- ノーヒットノーラン：2013年6月28日、対横浜DeNAベイスターズ10回戦（横浜スタジアム）※史上77人目
- 開幕投手：1回（2015年）
- オールスターゲーム出場：1回（2014年）
- フランチャイズ・プレイヤー：入団から引退までの20年間で移籍なし

### 背番号
- 29（2002年 - 2021年）
- 83（2022年 - ）

### 登場曲
- 「ウルトラセブンのうた」（打席時のみ、第3打席以降）（ - 2013年）
- 「GO」DEEP（2013年シーズン途中）
- 「ガッチャマンの歌」TAKEISHI（2014年）
- 「Rhythm and Police（踊る大捜査線のメインテーマ曲）」松本晃彦（2015年 - 2017年）
- 「どーん！とやってこい、ダイスケ」竹原ピストル（2018年）
- 「Same Ol'」The Heavy（2019年 - 2020年）
- 「One Love」嵐 (2021年)